# Villers-Semeuse (tổng)
Tổng Villers-Semeuse là một tổng ở tỉnh Ardennes trong vùng Grand Est.
Tổng này được tổ chức xung quanh Villers-Semeuse ở quận Charleville-Mézières. Độ cao trung bình là 190 m.

## Hành chính
| Giai đoạn | Ủy viên      | Đảng | Tư cách                                   |
| --------- | ------------ | ---- | ----------------------------------------- |
| 1982-1988 | Roger Aubry  | DVD  |                                           |
| 1988-1994 | Roger Aubry  | DVD  |                                           |
| 1994-2001 | Roger Aubry  | DVD  | Chủ tịch Tổng hội đồng (từ 1995 đến 2004) |
| 2001-2008 | Roger Aubry  | DVD  | Chủ tịch Tổng hội đồng (từ 1995 đến 2004) |
| 2008-2014 | Guy Ferreira | DVD  |                                           |

## Các đơn vị hành chính
Tổng Villers-Semeuse gồm 9 xã với dân số 13 758 người (điều tra năm 1999, dân số không tính trùng)
| Xã                   | Dân số     | Mã bưu chính | Mã insee |
| -------------------- | ---------- | ------------ | -------- |
| Charleville-Mézières | 55 490 (1) | 08000        | 08105    |
| Gernelle             | 335        | 08440        | 08187    |
| La Grandville        | 679        | 08700        | 08199    |
| Issancourt-et-Rumel  | 371        | 08440        | 08235    |
| Lumes                | 1 224      | 08440        | 08263    |
| Saint-Laurent        | 910        | 08090        | 08385    |
| Villers-Semeuse      | 3 521      | 08000        | 08480    |
| Ville-sur-Lumes      | 373        | 08440        | 08483    |
| Vivier-au-Court      | 3 298      | 08440        | 08488    |

(1) một phần của xã.

## Thông tin nhân khẩu
| 1962                                                     | 1968   | 1975   | 1982   | 1990   | 1999   |
| -------------------------------------------------------- | ------ | ------ | ------ | ------ | ------ |
| 58 742                                                   | 65 086 | 69 674 | 68 876 | 67 955 | 66 201 |
| Nombre retenu à partir de 1962 : dân số không tính trùng |        |        |        |        |        |